# 武田淳子
武田 淳子（たけだ　あつこ、1975年4月28日 -）は、神奈川県横須賀市出身の日本の柔道家。現役時代は52kg級および57kg級の選手。現在は三浦学苑高校女子柔道部監督を務めている。

## 人物
小学校2年の時に父親に勧められて柔道を始めた。大津中学から日大藤沢高校に進学すると、1年の時に全国高校選手権52kgで優勝を果たした。2年の時にはインターハイ女子団体戦で3位入賞を飾った。さらに全日本女子柔道強化選手選考会で3位となり、福岡国際代表に選ばれるが3回戦で敗れた。1994年には埼玉大学に進学すると、5月の体重別で初優勝を飾った。しかし、10月の広島アジア大会では決勝で韓国の玄淑姫に合技で敗れて2位に終わった。12月の福岡国際では決勝で世界チャンピオンであるキューバのレグナ・ベルデシアに崩袈裟固で敗れて2位だった。1995年5月の体重別では決勝でミキハウスの藪下めぐみに指導で敗れて世界選手権代表の座には及ばなかった。6月の学生体重別では初優勝を飾った。8月に福岡で開催されたユニバーシアードでは3位にとどまった。12月のアジア柔道選手権では3位になったことで、藪下が世界選手権において初戦で敗れたために得られなかったこの階級のアトランタオリンピック出場権を確保した。しかし、1996年の体重別では5位に終わり、アトランタオリンピック代表にはなれなかった。1997年には階級を56kg級に上げた。1998年にコマツ所属となると、全国女子柔道体重別選手権大会57kg級で優勝を飾った。1999年には体重別でも優勝を果たして世界選手権代表に選ばれた。しかし、世界選手権では初戦でブラジルの選手に敗れた。2000年の体重別では準決勝で福岡県警の日下部基栄に大外刈で敗れてシドニーオリンピック代表の座には至らなかった。その後引退して、三浦学苑高校の女子柔道部監督に就任すると、｢相手に合わせることなく力でねじふせて一本を取り切る攻撃柔道｣を指導することで、無名選手から一挙に全日本ジュニアチャンピオンとなった山崎珠美などの選手を育て上げることになった。

## 主な戦績
52kg級での戦績
- 1992年　- 全国高校選手権　優勝
- 1992年　- 体重別　5位
- 1992年　- 世界ジュニア代表選考大会　2位
- 1992年　- インターハイ　団体戦　3位
- 1992年　- ポーランドジュニア国際　2位
- 1992年　- 全日本女子柔道強化選手選考会　3位
- 1993年　- ドイツ国際　7位
- 1993年　- 全国高校選手権　5位
- 1993年　- 体重別　3位
- 1994年　- イギリス国際　3位
- 1994年　- 体重別 優勝
- 1994年　- 広島アジア大会　2位
- 1994年　- 全日本女子柔道強化選手選考会　3位
- 1994年　- 福岡国際　2位
- 1995年　- 体重別 2位
- 1995年　- 学生体重別　優勝
- 1995年　- ユニバーシアード　個人戦　3位　団体戦　5位
- 1995年　- アジア柔道選手権　3位
- 1996年　- 体重別 5位
- 1996年　- 全国女子柔道体重別選手権大会　5位

57kg級での戦績
- 1997年　- 学生体重別 2位
- 1997年　- 全国女子柔道体重別選手権大会　5位
- 1998年　- 全国女子柔道体重別選手権大会　優勝
- 1999年　- ドイツ国際　5位
- 1999年　- 体重別 優勝
- 2000年　- 体重別 3位

## DVD
- [一本を取り切るための八箇条　～三浦学苑 徹底した攻撃柔道を養う～]　ジャパンライム